# Роман Ингарден
Роман Вѝтолд Инга̀рден (на полски: Roman Witold Ingarden) е полски философ.

## Биография
Следва философия и математика в Лвовския университет в днешна Украйна и в Гьотингенския университет. През 1918 г. защитава докторска дисертация с научен ръководител Едмунд Хусерл. Във вече независима Полша преподава в гимназии в Люблин, Варшава и Торун. Хабилитира се през 1924 г., след което става доцент, а от 1933 г. професор в Лвовския университет, където работи до самата окупация на Лвов от нацистка Германия. В периода на окупацията (1941 – 1944) участва в нелегалното преподаване и работи над своето основно произведение „Спорът за съществуването на света“. През 1944 г. се връща в Лвовския университет, а след това е професор в университета „Николай Коперник“ в Торун (1945 – 1946) и в Ягелонския университет в Краков (1946 – 1950 и 1956 – 1963).
Занимава се с епистемология, онтология и естетика. Автор е и на няколко изследвания по аксиология, философска антропология и философия на езика. Превежда на полски език редица философски текстове, сред които и „Критика на чистия разум“ на Имануел Кант.
Член е на Полската академия за знания (до 1951 г.) и на Полската академия на науките.
Води кореспонденция с Едит Щайн, монахиня, загинала в Холокоста, която по-късно е канонизирана.

## Възгледи
Основен предмет на изследванията на Ингарден са проблеми от областта на епистемологията, онтологията и естетиката. Той е автор и на няколко труда в областта на аксиологията, философската антропология и философията на езика. Учител на Ингарден е създателят на феноменологията – Едмунд Хусерл. Философските изследвания на Ингарден често са свързани с критика на анализите на Хусерл. За разлика от своя учител Ингарден предоставя аргументи за реализма о се отнася до епистемологията, а в онтологията, целейки да разреши спора относно начина на съществуването на света, който възприемаме, разграничава и анализира следните начини на съществуване: реален (премети съществуващи във времето, процеси, събития), идеален, интенционален и абсолютен.

### Основни произведения на немски
- Intuition und Intellekt bei Henri Bergson (Интуиция и интелект при Анри Бергсон), Halle: Max Niemeyer, 1921
- Essentiale Fragen. Ein Beitrag zum Problem des Wesens (Същностни въпроси. Принос към проблема за познанието), Halle: Max Niemeyer, 1925
- Das literarische Kunstwerk. Eine Untersuchung aus dem Grenzgebiet der Ontologie, Logik und Literaturwissenschaft (Литературната творба. Изследване в пограничната зона на онтологията, логиката и литературознанието), Halle: Max Niemeyer, 1931
- Untersuchungen zur Ontologie der Kunst: Musikwerk. Bild. Architektur. Film (Изследване на онтологията на изкуството: музикалната творба, картината, архитектурната творба, филмът), Tübingen: Max Niemeyer, 1962
- Der Streit um die Existenz der Welt (Спорът за съществуването на света), Bd. I, II/I, II/2. Tübingen: Max Niemeyer, 1964
- Vom Erkennen des literarischen Kunstwerks (За признаването на литературните творби), Tübingen: Max Niemeyer, 1968
- Erlebnis, Kunstwerk und Wert. Vorträge zur Ästhetik 1937 – 1967 (Преживяване, произведение на изкуството и ценност. Студии по естетика 1937 – 1967), Tübingen: Max Niemeyer, 1969
- Über die Verantwortung. Ihre ontischen Fundamente (За отговорността. Нейните онтични основания), Stuttgart: Reclam, 1970
- Über die kausale Struktur der realen Welt. Der Streit um die Existenz der Welt, Band III (За каузалната структура на реалния свят. Спорът за съществуването на света, том 3), Tübingen: Max Niemeyer, 1974

### Основни произведения на полски
- O poznawaniu dzieła literackiego (Познанието на литературната творба), Ossolineum, Lwów: 1937
- O budowie obrazu. Szkic z teorii sztuki (За структурата на картините: Ескиз по теория на изкуството), Rozprawy Wydziału Filozoficznego PAU Vol. LXVII, No.2, Kraków, 1946
- O dziele architektury (За архитектурните произведения), Nauka i Sztuka, Vol. II, 1946, No. 1, pp. 3 – 26 and No. 2, pp. 26 – 51
- Spór o istnienie Świata (Спорът за съществуването на света), PAU, Vol. I, Kraków: 1947, Vol. II, Kraków, 1948
- Szkice z filozofii literatury (Ескизи по философия на литературата), Vol. 1, Spółdzielnia wydawnicza „Polonista“, Łódz, 1947
- Elementy dzieła muzycznego (Елементите на музикалните произведения), Sprawozdania Towarzystwa Naukowego w Toruniu, Vol. IX, 1955, Nos. 1 – 4, pp. 82 – 84
- Studia z estetyki (Студии по естетика), PWN, Vol. I Warszawa, 1957, Vol. II, Warszawa, 1958
- O dziele literackim (За литературните творби). PWN, Warszawa, 1960
- Przeżycie – dzieło – wartość (Преживян опит – произведение на изкуството – ценност). WL, Kraków, 1966
- Studia z estetyki Tom III (Студии по естетика, том III), PWN, Warszawa, 1970
- U podstaw teorii poznania (При основанията на теорията на познанието), PWN, Warszawa, 1971
- Książeczka o człowieku (Малка книга за човека), Wydawnictwo Literackie, Kraków, 1972.
- Utwór muzyczny i sprawa jego tożsamości (Музикалното произведение и проблемът за неговата идентичност), Wydawnictwo, Warszawa, 1966.

### На български
- Човекът. Превод на Владимир Теохаров и Правда Спасова. София: Критика и хуманизъм, 2003, 168 с. (ISBN 954-587-085-0) [1]
- Естетическото. Избрани текстове,  София: Критика и хуманизъм, 2020, (Превод	Правда Спасова), ISBN 9789545872365